# VILTIN Galéria
A VILTIN Galéria a kortárs képzőművészet magyarországi és nemzetközi képviseletével foglalkozik 2008-as alapítása óta. Művészköre nemzetközileg is elismert mesterek mellett, a magyar képzőművészeti életet aktívan alakító középgenerációs művészeket, valamint fiatal, feltörekvő tehetségeket foglal magába.

## Címe
1061 Budapest, Vasvári Pál u. 1.

## Céljai, törekvései
A galéria által képviselt művészek tevékenységének közös jellemzője, hogy a  tradicionális képzőművészeti műfajokat kiinduló pontul választva, alkotói gyakorlatukat progresszív és mediálisan változatos formában bontják ki. A kortárs festészeti törekvések mellett kiemelt figyelmet szentel a rajz, illetve a papírmunkák terén megfigyelhető installatív tendenciáknak. A VILTIN profilját a fotográfia és a szobrászat mellett elsősorban a festészet, a rajz valamint az installáció műfajainak kortárs újraértelmezése határozza meg.
Rendszeres kiállítási programja mellett vezető külföldi vásárokon (ARCOmadrid, Art Dubai, Art Brussels, Art Market Budapest) vesz részt, valamint további szakmai programokkal egy regionális és szélesebb nemzetközi beágyazottságot is biztosít művészei számára. A képviselt alkotók egyéni kiállításain túl csoportos kiállítások formájában az aktuális tendenciáknak is figyelmet szentel.
A VILTIN célja a kortárs képzőművészet szerepének megerősítése a magyar kulturális életben, valamint a magyar tehetségek nemzetközi közönséggel való megismertetése.

## Művészek
- BaJóTa
- Chilf Mária
- Forgó Árpád
- Galambos Áron
- Gáspár György
- Gerber Pál
- Halmi-Horváth István
- Hans Kotter
- Iski Kocsis Tibor
- Jari Silomäki
- Kaliczka Partícia
- Kerekes Gábor
- Király András
- Kóródi Zsuzsanna
- Kovács Attila
- Megyik János
- Miklos Gaál
- Pinczehelyi Sándor
- Szabó Klára Petra
- Szvet Tamás
- Tibor Zsolt
- Tranker Kata
- Werner Andreas